# Kraków Główny
Kraków Główny (Krakkó főpályaudvar) egy lengyelországi vasútállomás, Krakkó központjában, a belvárostól északkeletre.

## Elhelyezkedése
Krakkó óvárosától északkeletre található, a Krakkó főterétől gyalog kb. 15 perc távolságra. 2014 februárjától a Krakkói Közlekedési Központ integrált részeként a vágányok alá költözött.
Több bejárata van:
- Minden peronról mozgólépcsővel és lifttel lehet lejutni.
- A vágányok feletti 1400 férőhelyes autóparkolóról liftekkel és lépcsőn lehet lejutni.
- Nyugat felől a "Krakkó Galeria" pláza alagsori szintjéről két alagút is vezet a jegypénztárakhoz
- Délről a korábbi Állomásépület bal szélén, a korábbi 1-es peronon gyalogosan végighaladva lehet lemenni.
- Keletről az Autóbusz-pályaudvar északi és déli szélén vannak átjáró alagutak.

## Története
1847-ben épült itt Krakkó vasútállomása. 2014 februárjától a Krakkói Közlekedési Központ integrált részeként a vágányok alá költözött.

## Szomszédos állomások
A vasútállomáshoz az alábbi állomások vannak a legközelebb:
- Kraków Batowice
- Kraków Łobzów
- Kraków Zabłocie
- Kraków Towarowy train station
- Kraków Grzegórzki

## Vasútvonalak
Az állomást az alábbi vasútvonalak érintik:
- Varsó–Krakkó-vasútvonal
- Krakkó–Medyka-vasútvonal
- Krakkó–Krakkó Lotnisko-vasútvonal
- Dąbrowa Górnicza Ząbkowice–Krakkó-vasútvonal

## Forgalom
Vonatok az állomásról:
- Krakkó – Tarnów
- Krakkó – Varsó
- Krakkó – Wrocław
- Krakkó – Zakopane
- Krakkó – Oświęcim
- Krakkó – Katowice

## Galéria

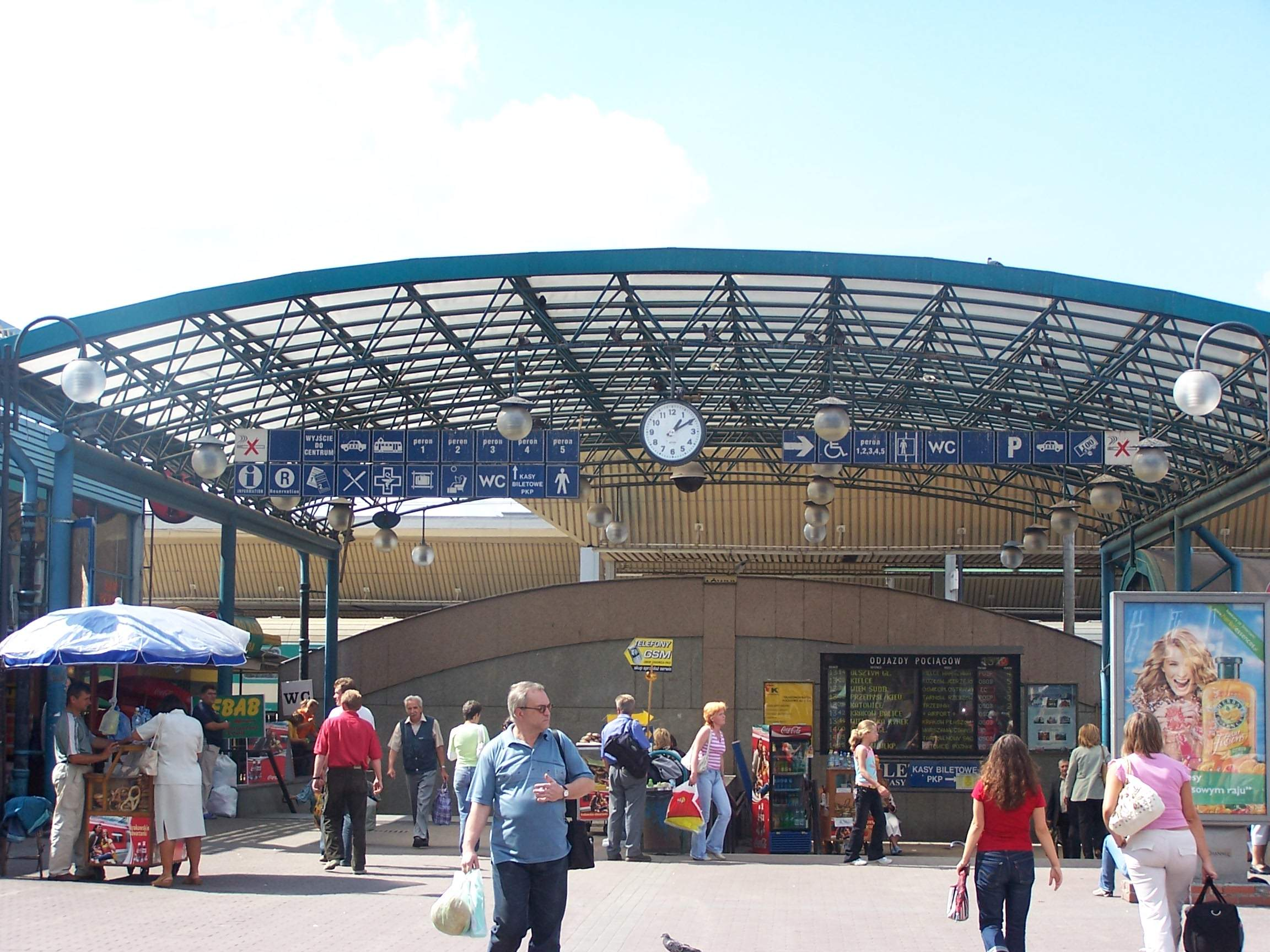
Délkeleti bejárat
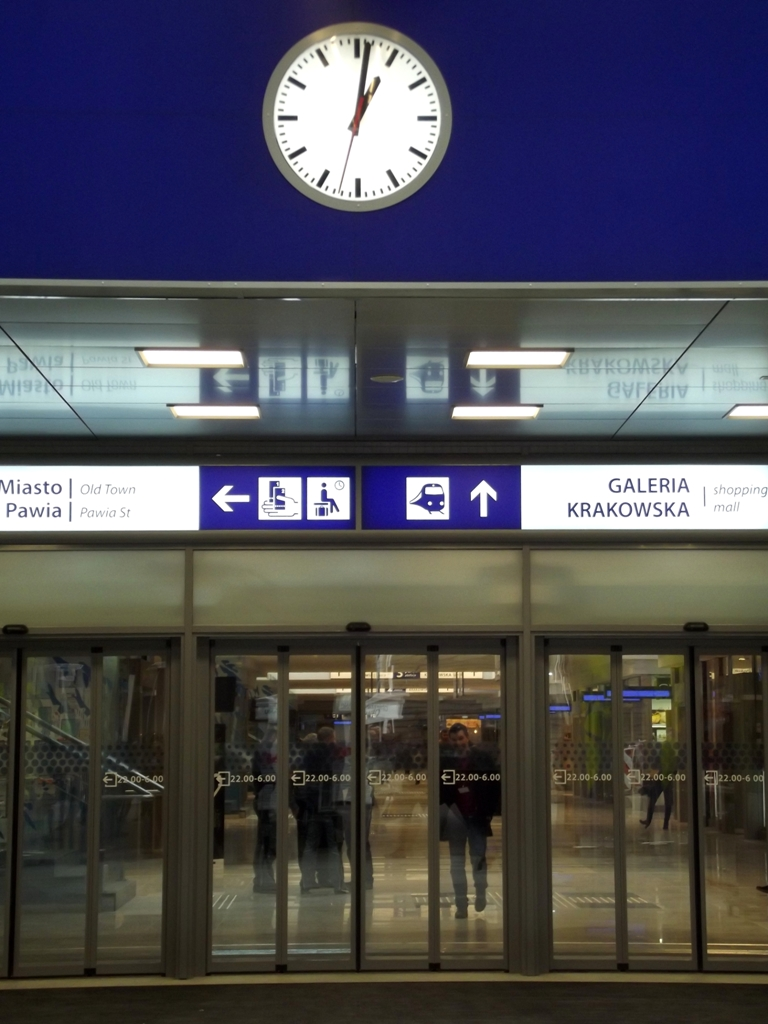
Északkeleti bejárat
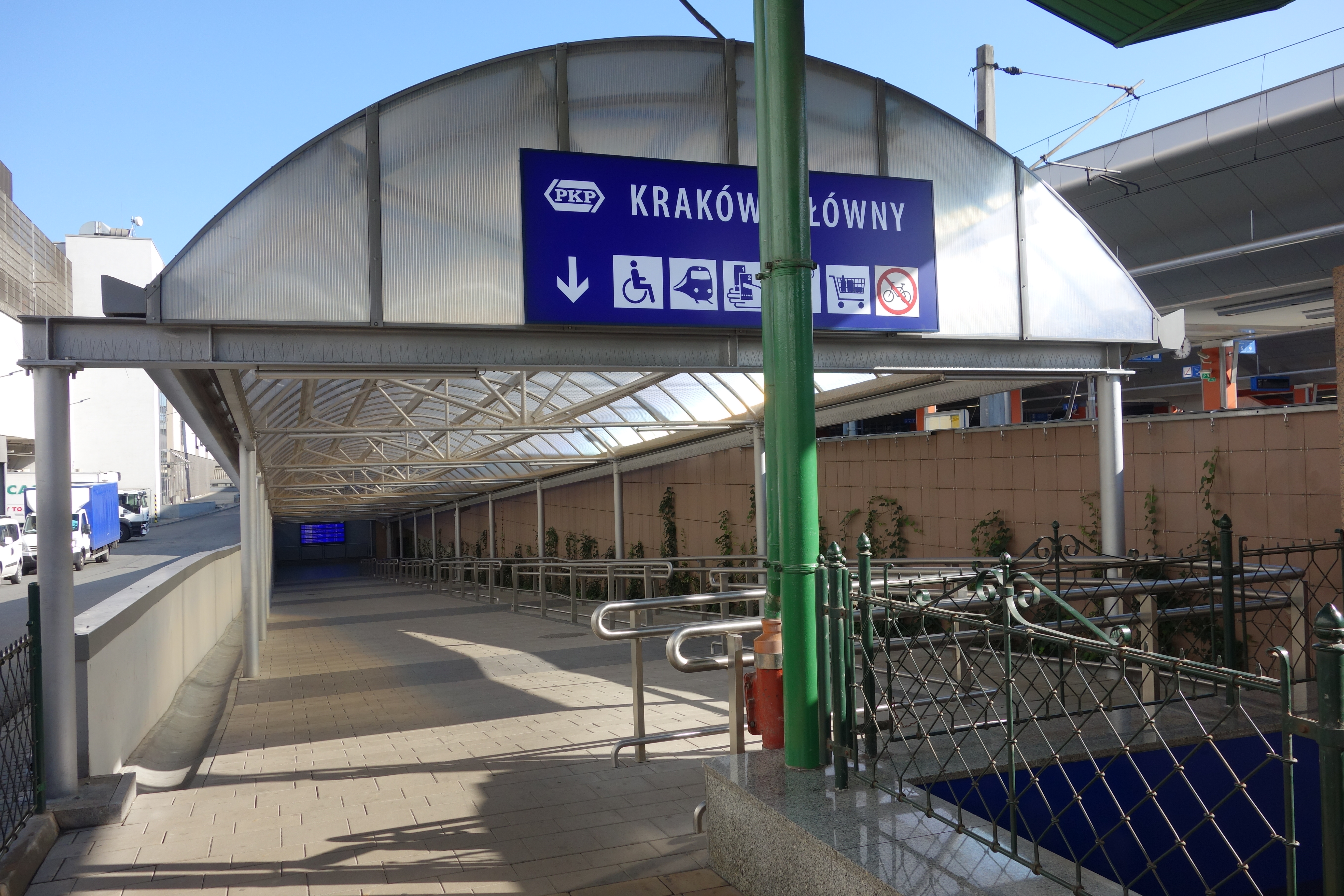
A rejtett déli bejárat (az egyes peron északi végén)
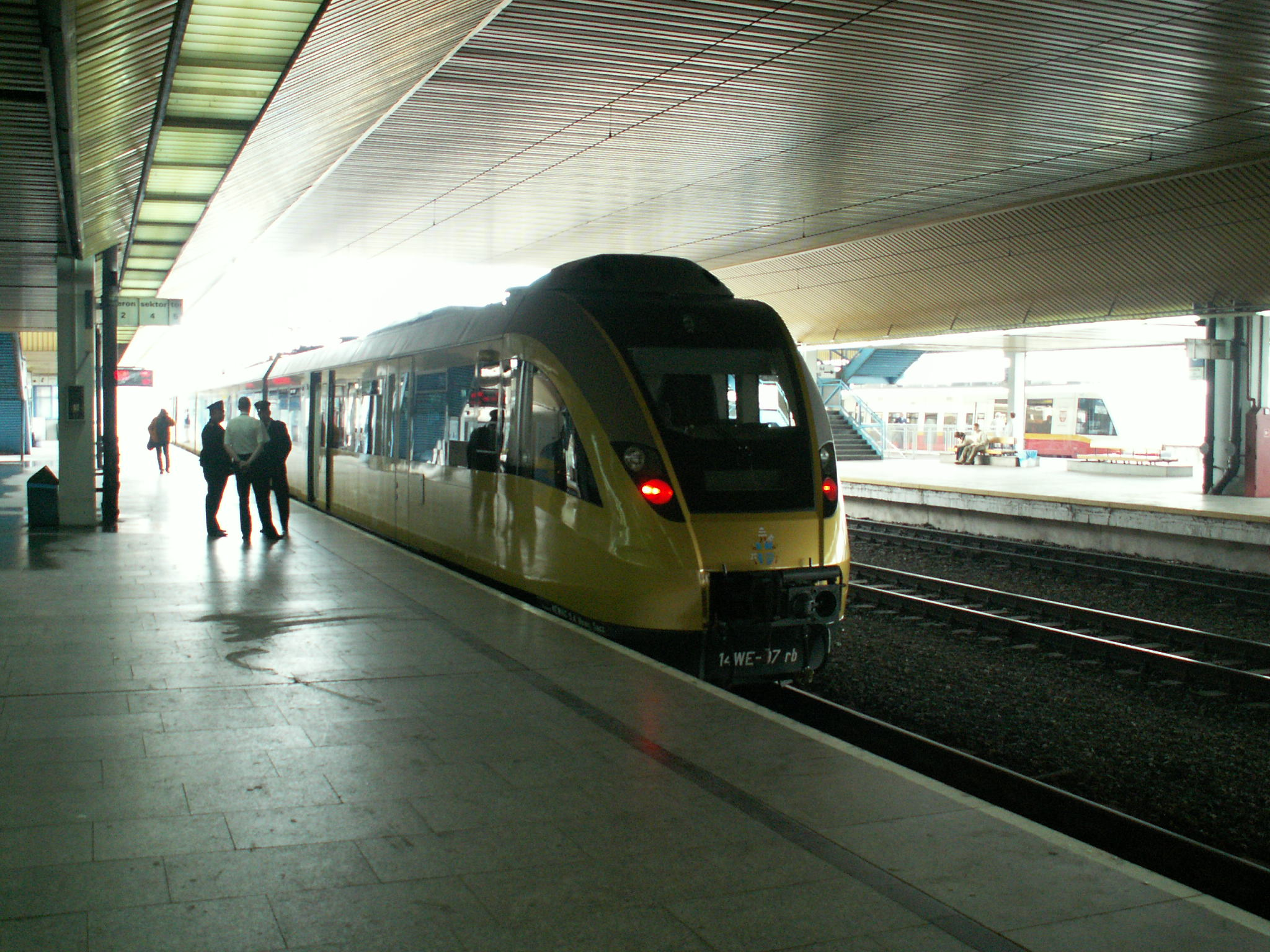
A vágányok
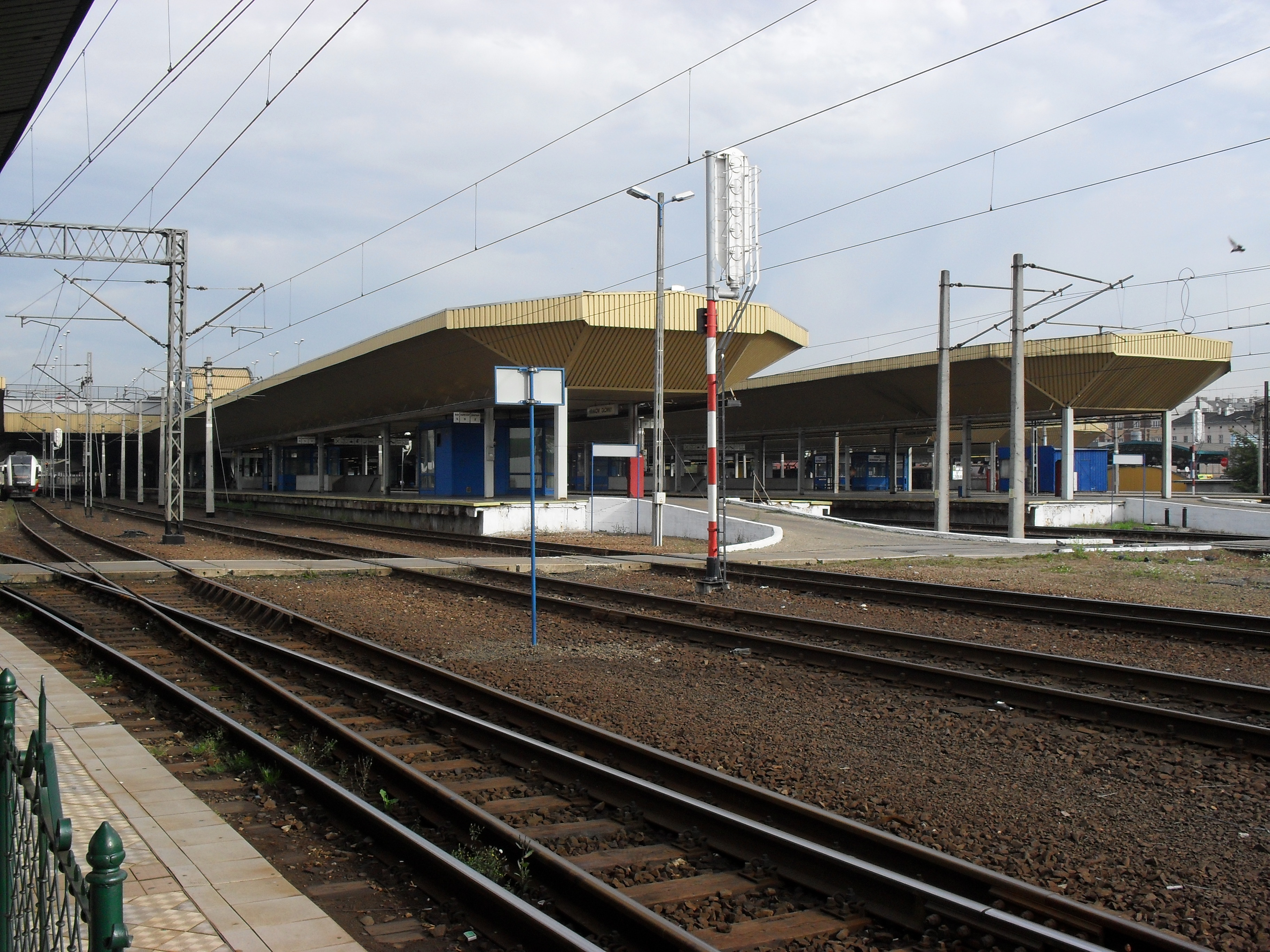
A vágányok
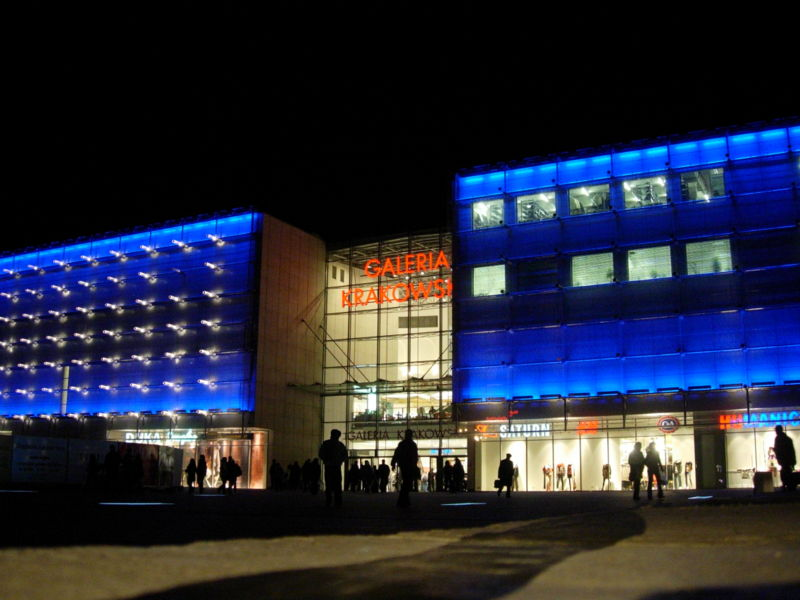
Szomszédos bevásárlóközpont
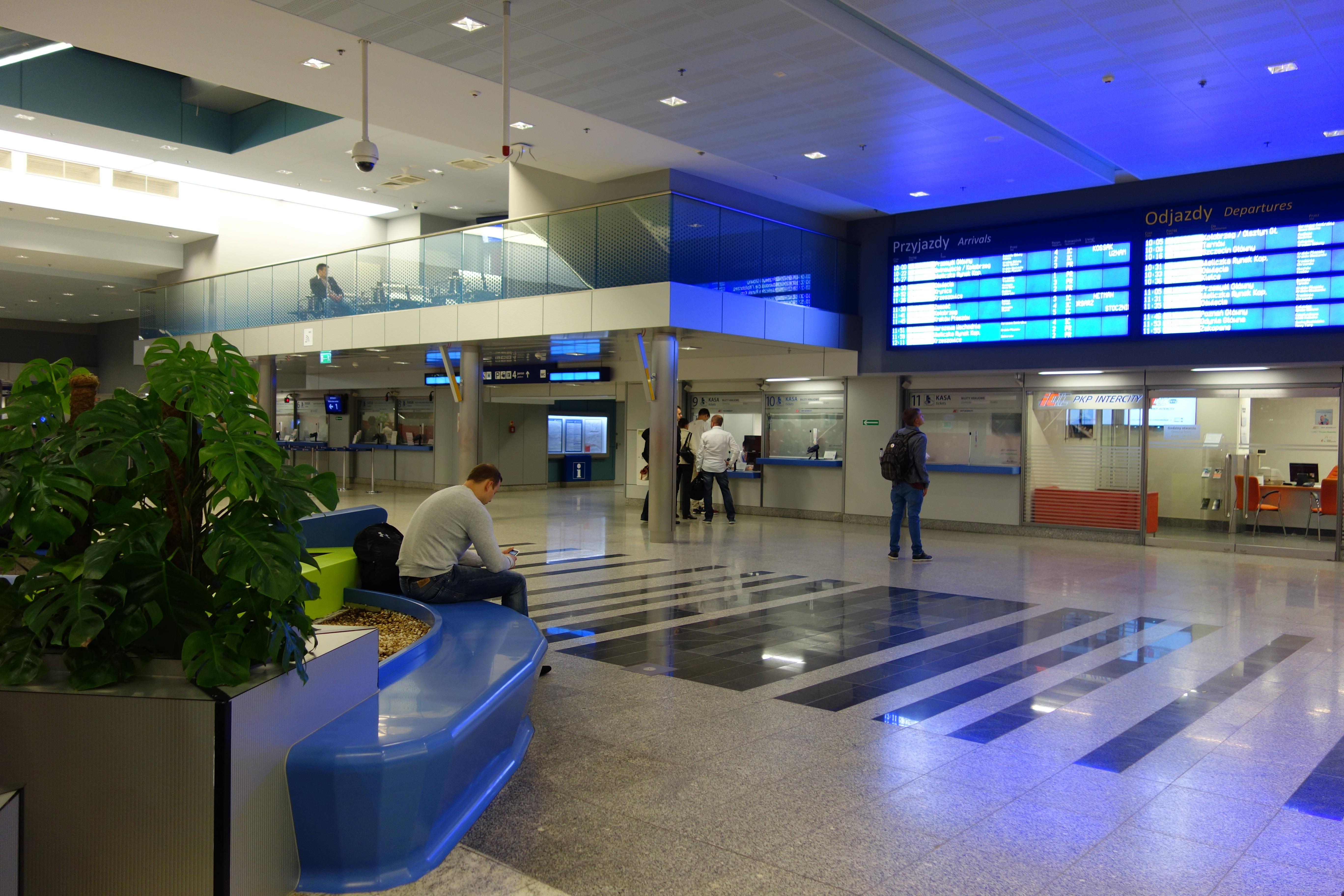
Az állomás belülről
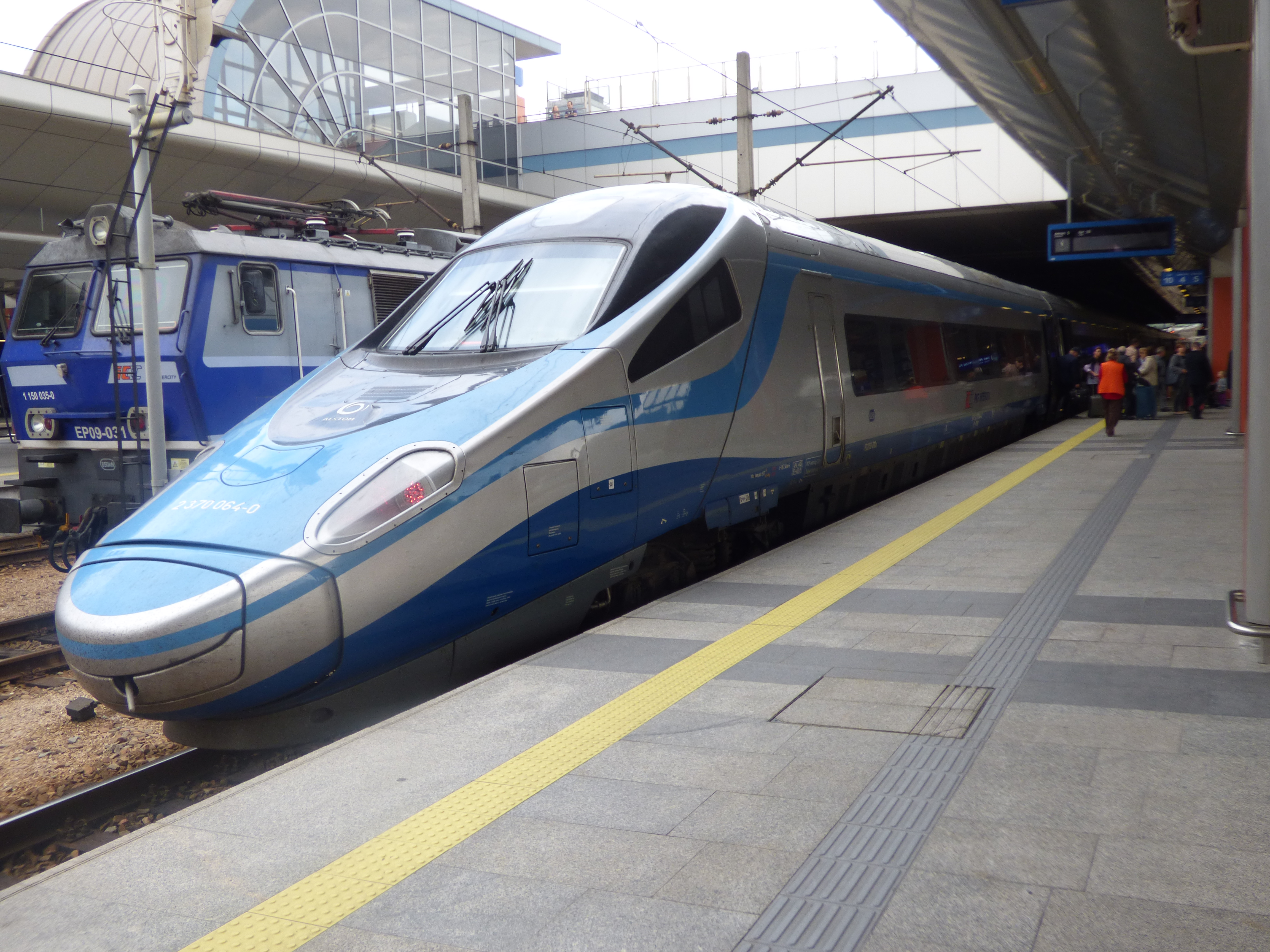
EIC vonat az állomáson
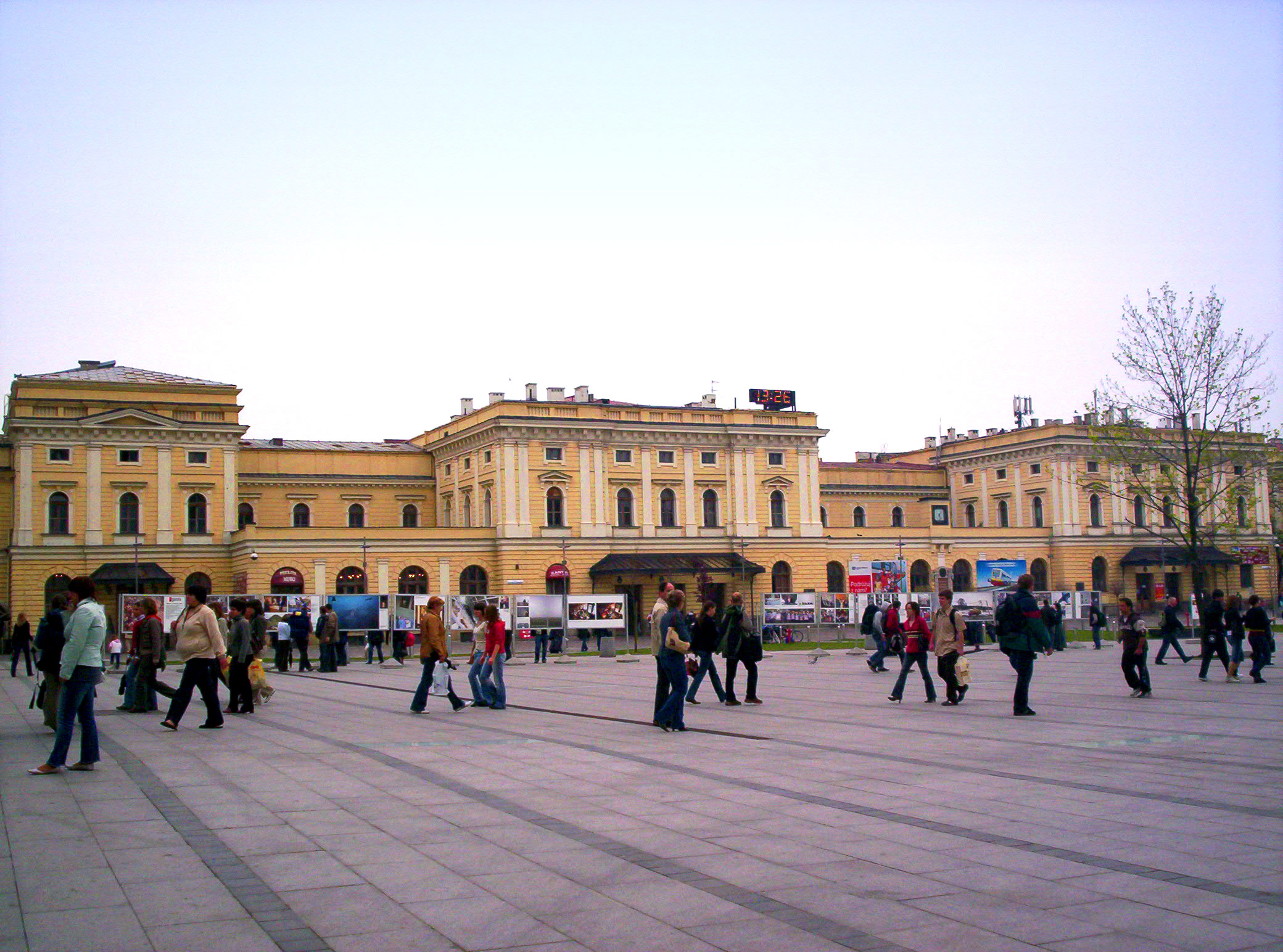
1847-2014 között működő főépület
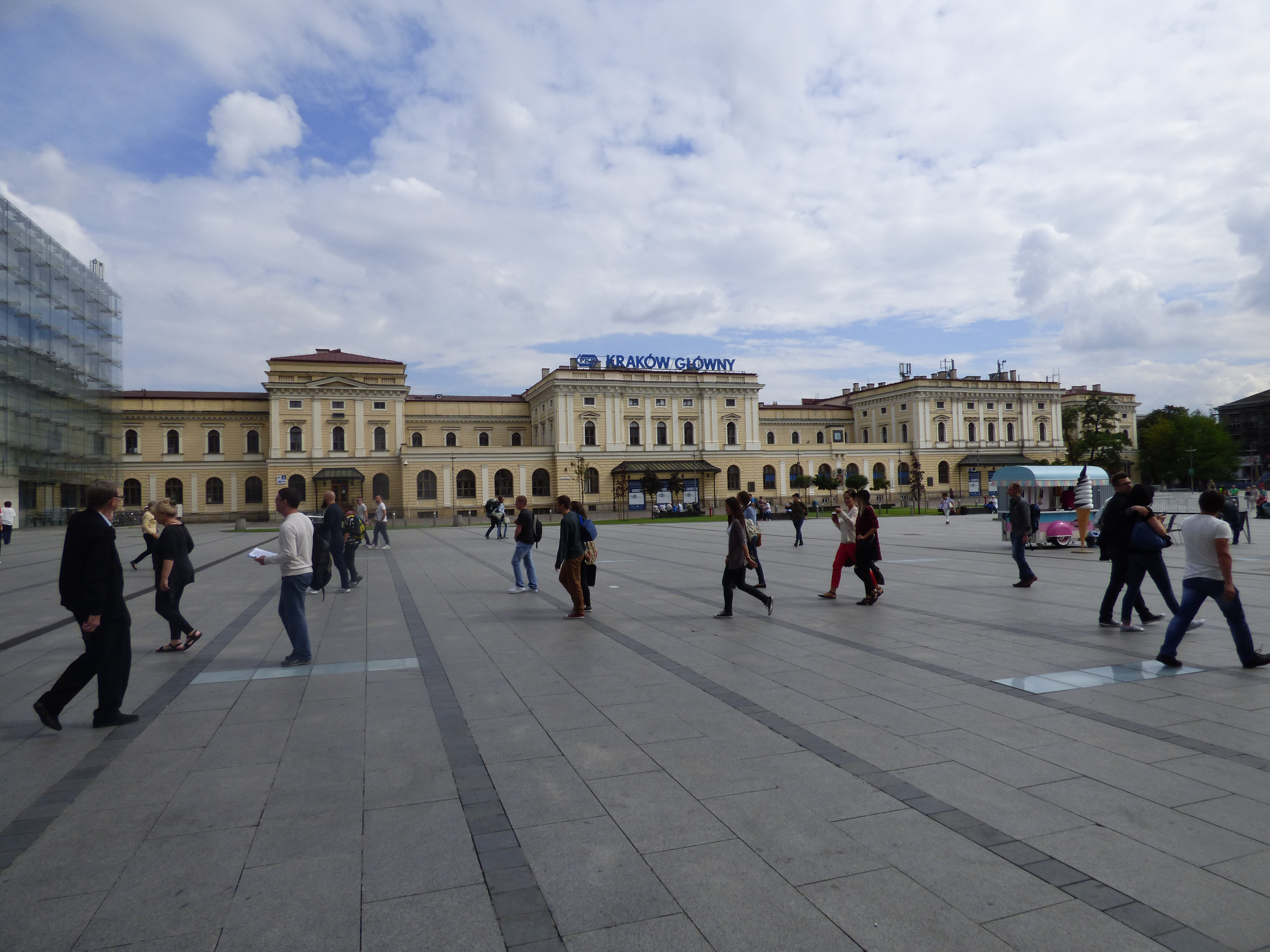
A korábbi állomásépület, jelenleg a bal oldalán van egy lejárat

## Fordítás
- Ez a szócikk részben vagy egészben  a   Kraków Główny railway station című angol Wikipédia-szócikk fordításán alapul.  Az eredeti cikk szerkesztőit annak laptörténete sorolja fel. Ez a jelzés csupán a megfogalmazás eredetét és a szerzői jogokat jelzi, nem szolgál a cikkben szereplő információk forrásmegjelöléseként.
- Ez a szócikk részben vagy egészben  a   Kraków Główny című lengyel Wikipédia-szócikk fordításán alapul.  Az eredeti cikk szerkesztőit annak laptörténete sorolja fel. Ez a jelzés csupán a megfogalmazás eredetét és a szerzői jogokat jelzi, nem szolgál a cikkben szereplő információk forrásmegjelöléseként.